# Медљанка
Медљанка или Медљанска ријека је ријека у Босни и Херцеговини, десна притока Сане. Ријека протиче кроз село Медна и заселак Оканџије у општини Мркоњић Град. Настаје од великог броја малих извора у Медној, који се сливају у њен ток. Ријека тече кроз ово село и један заселак Оканџија, потом пролази кроз уску клисуру и улијева се у Сану. На Медљанци се налази неколико воденица.
На Медљанци, која се карактерише добром еколошком очуваношћу, је могућ и спортски риболов.